# Равне (община Лития)
Вижте пояснителната страница за други значения на Равне.
Равне (на словенски: Ravne) е село в Словения, регион Средна Словения, община Лития. Според Националната статистическа служба на Република Словения през 2015 г. селото има 37 жители.